# محمد علي شمس الدين
محمد علي شمس الدين (1942 - 11 سبتمبر 2022) أديب وشاعر من جبل عامل في جنوب لبنان.

## نبذة
ولد محمد علي شمس الدين في العام 1942 م في قرية بيت ياحون في قضاء بنت جبيل بجنوب لبنان وقد نشأ في بلدة عربصاليم قرب النبطية وفيها كبر.
حاز شهادة دكتوراه دولة في التاريخ من الجامعة اللبنانية، كما حمل إجازة في الحقوق.
عمل مديرا للتفتيش والمراقبة في الصندوق الوطني للضمان الاجتماعي في لبنان، وكان رئيس المفتشين في الضمان الاجتماعي ومن موظفي الفئة الأولى.

## شعره
تفتحت موهبة شمس الدين الشعرية باكرا، ويعدّ من طليعة شعراء الحداثة في العالم العربي منذ العام 1973، وقد شارك في العديد من المهرجانات الشعرية في البلاد العربية، وكتب عشرات المقالات النقدية والأدبية عن الشعر والأدب والفكر في المجلات والصحف اللبنانية والعربية، وهو عضو الهيئة الإدارية في اتحاد الكتّاب اللبنانيين، واتحاد الكتاب العرب وعضو شرف في رابطة الكتاب الأردنيين
أبرز ملامح ونشاطه الشعري:
- شاعر حديث إلا ان نتاجه الشعري لا ينحصر في مجال واحد.
- غالب شعره يتفاعل مع رموز التاريخ العربي والإسلامي.
- حاز في العام 2011 على جائزة العويس الشعرية.[8]
- ترجمت أشعاره إلى أكثر من لغة منها الإسبانية والفرنسية والإنجليزية.
- كتب عن قصائده الكثير من النقاد العرب والغربيين، ومن بينهم المستشرق الإسباني بدرو مونتابيس حيث قال في كتيب عن منشورات المنارة 77 مدريد، مع ترجمة قصيدة ” البحث عن غرناطة ” للاسبانية:

يبدو لي أن محمد علي شمس الدين هو الاسم الأكثر أهمية، والأكثر وعدا في آخر ما كتب من الشعر اللبناني الحديث، في هذا الشاعر شيء من المجازفة مكثف وصعب؛ لا سيما أنه عرضة لكل الإشراك. شيء ما يبعث على المجرد المطلق، المتحد الجوهر، اللاصق بالشعر في أثر شمس الدين، وقلة هم الشعراء الذين ينتصرون على مغامرة التخيل، ويتجاوزون إطار ما هو عام وعادي، وهؤلاء يعرفون أن مغامرتهم مجازفة كبرى، ولكنهم يتقدمون في طريقها.
كذلك صدرت في شعر شمس الدين عدة دراسات أكاديمية، وبحثية منها:
- لغة محمد على شمس الدين الشعرية، في سلسلة الأدب الحديث - حركة الريف الثقافية – لبنان 1996 للدكتور على زيتون
- الرؤية إلى العالم في شعر محمد علي شمس الدين - أطروحة كتوراه للشاعر فاروق شويخ - الجامعة اللبنانية [9]
- شعرية الانزياح: دراسة في الأعمال الكاملة للشاعر محمد علي شمس الدين - أميمة عبد السلام الرواشدة - جامعة مؤتة - 2004[10]

## مؤلفاته
لقي شعر شمس الدين رواجًا واسعًا في لبنان والبلاد العربية، وصدر له عدد من الأعمال الشعرية والنثرية، فضلا عن القصصية والكتابات النقدية والمقالات في عدة صحف ومجلات لبنانية وعربية، منها:
- قصائد مهرّبة إلى حبيبتي آسيا
- غيم لأحلام الملك المخلوع
- أناديك يا ملكي وحبيبي
- الشوكة البنفسجية
- طيور إلى الشمس المرّة
- أما آن للرقص أن ينتهي
- أميرال الطيور
- ممالك عالية
- النازلون على الريح
- اليأس من الوردة
- كرسي على الزبد

وقد صدرت هذه المجموعات الشعرية عن دار الآداب – بيروت في عدة طبعات.
- يحرث في آبار، دار الجديد – بيروت 1997
- منازل النرد، مؤسسة الانتشار العربي – بيروت 1999
- رياح حجرية، الدار العالمية – بيروت 1981
- حلقات العزلة، دار الجديد – بيروت 1993
- الغيوم التي في الضواحي - دار النهضة العربية - بيروت 2006
- شيرازيات[18]
- غرباء في مكانهم - المؤسسة العربية للدراسات والنشر - بيروت 2009[19]
- العودة إلى المنزل، دار الحدائق، 2009
- عندما تهب العاصفة، دار الحدائق، 2010
- ينام على الشجر الأخضر الطير، دار الصدى، كتاب مجلة دبي الثقافية فبراير 2012 - العدد 58
- مجموعه كاملة عن دار سعاد الصباح 1994
- الأعمال الكاملة (جزءان) - المؤسسة العربية للدراسات والنشر - بيروت 2009
- نجوم في المجرة، الهيئة العامة لقصور الثقافة، 2011
- ويكون سيفك للبنفسج مائلا - 2012[20]
- ثلاثة أعمال مختارة «الشوكة البنفسيجية - أميرال الطيور - منازل النرد» - الهيئة العامة لقصور الثقافة 2019[21]
- للصبابة للبلبل وللملكوت - دار خطوط وظلال للنشر والتوزيع - 2021[22]

### سيرة
- كتاب الطواف - سيرة - دار الحداثة – بيروت 1987[23]

### كتب أخرى
- الإصلاح الهادئ (بحث تاريخي)
- غنوا غنوا (قصص للأطفال)
- قصة ملونة (قصص للأطفال)
- الكشف والبرهان ونقيضه دار الرافدين - 2020 (نظرات في الشعر والرسم والنحت والموسيقى والفلسفة)

## وفاته
توفي شمس الدين فجر الأحد 11 سبتمبر 2022 عن 80 عامًا بعد انتكاسة صحية لازم خلالها المستشفى لأيام.

وكانت ابنته الشاعرة رباب قد نعته على صفحتها على «الفايسبوك» قائلة:
بمزيد من الرضا والتسليم بقضاء الله وقدره ننعي إليكم وفاة شاعر وأديب لبنان وجبل عامل فقيدنا المقاوم الدكتور محمد علي علي شمس الدين (أبو علي). ويوارى الفقيد الكبير في الثرى، عند الرابعة من عصر اليوم الأحد الواقع فيه 11 أيلول 2022 الساعة الرابعة عصرا في جبانة بلدة عربصاليم. 
ورثته بقصيدة: 
لم تعلمني كيف تكفن القصيدة
وقد غسلناها بدمع المحاجر
ولم تعلمني كيف يدفن الشعر
ولم تخبرني أن للشعر مقابر
حفرت كل تراب بيروت يا أبي
فما وسعتك بيروت يا أيها الشاعر
فأين أواري جسدك المقدس

وكيف ترثيك في الموت المنابر
وقد نعته عدة جهات ومؤسسات ثقافية وأدبية، وعدد من الشعراء والأدباء والكتاب في لبنان والعالم العربي.

### اتحاد الكتاب اللبنانين
كلما مات عالم ترك ثلمة في ميادين العلم والمعرفة وكلما مات شاعر ترك اثلامًا في بحور الإبداع والفن والثقافة. الشاعر البهي الطلعة، عميق الفكرة، بعيد التطلع، المجدد في الشعر والمتجدد مع رقي الكلمة، الشاعر الذي شغل دنيا الوطن والعرب بقصائده المميزة طوى رحلة الفناء وذهب مطمئنًا إلى دنيا الخلود، حيث العدالة الإلهية وحيث جنات النعيم التي هي حلم كل إنسان. الخسارة الوطنية والفكرية فادحة وخسارة اتحاد الكتّاب الّلبنانيّين كبيرة برحيل هذه القامة الباسقة، لكن ما يعزينا ان اثره وتراثه سيبقيان ذخرًا للأجيال ومنارة للشعراء وطلائع الابداع.

### اتحاد الكتاب والأدباء الفلسطينيين
هكذا فجأة يرحل الشاعر الفحل محمد علي شمس الدين الذي ضفّر الشعرية العربية بتاج الجماليات.

### جريدة النهار
صباح الأحد، والأرض بعد في نومها الهادئ والنسيم البارد يغازل الأزهار، رحل «أميرال الطيور» محمد علي شمس الدين، الشاعر المتنوّر والمؤمن، ابن بيت ياحون الجنوبية المفتوحة للشمس والغبار والرياح.

### مجلة الحداثة اللبنانية
استراح الشاعر اللبناني محمد علي شمس الدين (1942 – 2022) بعدما طاف في عوالم الشعر لسنوات واكبها نزوح مستمر في الوطن بحثًا عن الوطن. شمس الدين الشاعر الذي غاص في التراث ليطلقه في عوالم الحداثة، ورحل في كشوفات الصوفية ليجعل منها صوفية تنتمي إلى جنوبه اللبناني الذي أحب حتى الرمق الأخير. بولادته الشعرية في بدايات السبعينيات من القرن العشرين، رسم شمس الدين صورة جديدة للذاكرة، وللذوق الأدبي ليس في لبنان فحسب، بل في الذاكرة الأدبية العربية أيضًا.